# Pikku Hirvasjärvi
Pikku Hirvasjärvi och Kypärä-Hirvasjärvi, eller Hirvasjärvet är sjöar i Finland. De ligger i kommunen Rovaniemi i landskapet Lappland, i den norra delen av landet, 700 km norr om huvudstaden Helsingfors. Hirvasjärvet ligger 195,2 meter över havet. Den är 14 meter djup. Arean är 47,8 hektar och strandlinjen är 4,85 kilometer lång. Sjön  ingår i Kemi älvs huvudavrinningsområde. 